# Automobilističke utrke 1895.
| Prethodna godina | Sljedeća godina |
| ---------------- | --------------- |
| 1894.            | 1896.           |

Automobilističke utrke 1895. obuhvaćaju tri utrke u automobilizmu koje su se vozile 1895. Prva se vozila 18. svibnja u Italiji od Torina do grada Asti pa opet natrag do Torina, a pobijedio je Francuz Simone Federmann u Daimleru. Druga je vožena od 11. lipnja do 13. lipnja u Francuskoj od Pariza do Bordeauxa pa opet natrag do Pariza. Pobijedio je Paul Koechlin u Peugeotu, dok je posljednja utrke te godine vožena u Sjedinjenim Američkim Državama u Chicagu 28. studenog, a pobjednik je postao Amerikanac Frank Duryea.

## Utrke
| Datum            | Naziv utrke          | Pobjednik vozač  | Pobjednik konstruktor |
| ---------------- | -------------------- | ---------------- | --------------------- |
| 18. svibnja      | Torino–Asti–Torino   | Simone Federmann | Daimler               |
| 11. – 13. lipnja | Paris–Bordeaux–Paris | Paul Koechlin    | Peugeot               |
| 28. studenog     | Chicago Times-Herald | Frank Duryea     | Duryea                |